# NGC 2156
NGC 2156 је расејано звездано јато у сазвежђу Златна риба које се налази на NGC листи објеката дубоког неба.
Деклинација објекта је - 68° 27' 39" а ректасцензија 5h 57m 50,4s. Привидна величина (магнитуда) објекта NGC 2156 износи 11,4. NGC 2156 је још познат и под ознакама ESO 57-SC59.